# Miguel Ángel Echenausi
Miguel Ángel Echenausi de Ciancio (San Cristóbal, Estado Táchira, Venezuela, 21 de febrero de 1968) es un exfutbolista y entrenador venezolano. Jugaba como defensa y su último equipo fue el Deportivo Táchira de la Primera División de Venezuela.

## Selección nacional
Jugó 28 partidos internacionales entre 1991 y 2000.
Fue nombrado el 20 de marzo de 2014 como entrenador de la Selección Sub-20, para los Juegos Centroamericanos 2014 y el Sudamericano 2015.

## Clubes

### Como jugador
| Club                      | País      | Año       |
| ------------------------- | --------- | --------- |
| Unión Atlético Táchira    | Venezuela | 1990-1993 |
| Caracas                   | Venezuela | 1992-1994 |
| Estudiantes de Mérida     | Venezuela | 1994-1996 |
| Cúcuta Deportivo          | Colombia  | 1996-1997 |
| Caracas                   | Venezuela | 1997      |
| Universidad de Concepción | Chile     | 1998      |
| Estudiantes de Mérida     | Venezuela | 1999-2001 |
| Deportivo Galicia         | Venezuela | 2001-2002 |
| Deportivo Táchira         | Venezuela | 2002-2003 |

### Como entrenador
| Club           | País      | Año       |
| -------------- | --------- | --------- |
| Yaracuyanos FC | Venezuela | 2009-2010 |